# ヴィリー・ブルクハルト
ヴィリー・ブルクハルト（Willy Burkhard, 1900年4月17日 - 1955年6月18日）は、スイスの作曲家。

## 経歴
ベルン出身。ベルンの師範学校で学んだ後、ライプツィヒでロベルト・タイヒミュラーにピアノを、ジークフリート・カルク＝エーレルトに作曲を師事した。その後、ミュンヘンでヴァルター・クルヴォワジエに学び、パリでマックス・ドローヌについて学んだ。
1928年にベルン音楽院の教職につき、合唱団や小オーケストラの指揮活動を行った。1933年、健康上の理由によりモンタナとダボスで療養生活を過ごした。1942年からチューリッヒ音楽院（現：チューリッヒ芸術大学）で作曲と音楽理論を教え、1950年にはスイス音楽家協会から賞を受賞した。
作品には管弦楽曲、協奏曲、オペラ、オラトリオ、カンタータ、室内楽曲、オルガン曲などがある。